# Freie Christliche Schule Freiburg
Die Freie Christliche Schule (FCS) ist eine evangelische Bekenntnisschule in freier Trägerschaft. Sie ist eine Privatschule mit den Schularten Grundschule, Allgemeinbildendes Gymnasium (neunjährig), Werkreal-, Realschule und Berufliches Gymnasium (Technisches Gymnasium, Profil Gestaltungs- und Medientechnik; Sozialgymnasium, Profil Gesundheit). Insgesamt bietet die FCS alle gängigen Regelschulabschlüsse an.
Es werden rd. 670 Schülerinnen und Schüler in den verschiedenen Schularten unterrichtet. Schulträger ist der Christliche Schul- und Erziehungsverein e. V. (CSE) mit Sitz in Freiburg. Der Träger ist Mitglied im Verband Deutscher Privatschulen, im Evangelischen Schulwerk Baden und Württemberg und im Verband Evangelischer Bekenntnisschulen.

## Schularten

### Grundschule
Die Grundschule unterrichtet in Familien- bzw. jahrgangsübergreifenden Klassen. Der Klassenteiler liegt in der Regel bei 24. Mit Materialien aus der Montessoripädagogik legt die Schule Wert auf einen an den Bedürfnissen des einzelnen Schülers orientierten Unterricht (individualisiertes Lernen). Der Stundenplan sieht Projektunterricht vor und ähnelt dem einer Marchtaler Planschule. In der Regel sind neben der Lehrkraft in der angeleiteten Freiarbeitsphase auch Hilfskräfte und/oder sonderpädagogisch ausgebildete Kräfte in einer Klasse.

### Sekundarschule oder allgemeinbildendes Gymnasium (G9)
Nach der Grundschule bietet die Freie Christliche Schule als weiterführende Schulformen zwei Säulen an: Die Sekundarschule (Verbundschule aus Real- und Werkrealschule, staatlich anerkannt) für Schüler, die eine Gymnasial-, Real- oder Werkrealschulempfehlung von der Grundschule erhalten haben (Grundschulempfehlung) und ein allgemeinbildendes Gymnasium als neunjähriges Gymnasium (G9 – Voraussetzung ist das Vorliegen einer gymnasialen Grundschulempfehlung, das Gymnasium ist staatlich anerkannt). Über beide Säulen kann die allgemeine Hochschulreife erlangt werden, wobei der Weg über die Sekundarschule zur Erlangung der allgemeinen Hochschulreife den anschließenden Besuch eines beruflichen Gymnasiums voraussetzt.

### Sekundarschule Eingangsstufe (SekE)
Die Jahrgänge 5 und 6 sind in der SekE als zusätzliche Orientierungszeit organisiert. Schüler mit unterschiedlicher Grundschulempfehlung werden gemeinsam unterrichtet (Binnendifferenzierung). Eine zusätzliche Profilierung erfolgt ab der 7. Klasse, der Übergang von der SekE in das ebenfalls an der Schule befindliche allgemeinbildende Gymnasium (G9) ist bei entsprechender Leistung und vorhandenen Freiplätzen möglich. Die SekE legt einen besonderen Schwerpunkt auf Hauptfachstärkung und Selbstlernkompetenz.

### Allgemeinbildendes Gymnasium (G9)
Neben der Sekundarschule läuft ab Klasse 5 das 9-jährige Gymnasium als eigener Zweig. Ein Wechsel innerhalb der Schulformen ist bei entsprechender Leistung und vorhandenen Schulplätzen möglich. Das Gymnasium verfolgt den Ansatz der ganzheitlichen Bildung. Ab Klasse 7 liegen die Schwerpunkte im naturwissenschaftlich-technischen Bereich, ein Sprachprofil wird ebenfalls angeboten. Ab Klasse 5 wird das Fach Theater als eigenes Fach und das Profil Theater fächerübergreifend unterrichtet. Das pädagogische Konzept des Gymnasiums basiert auf einem demokratisch-partizipativen Ansatz, der sowohl die Selbstbestimmung als auch die Selbstverantwortung der Schüler stärkt. Eines der bekanntesten Instrumente ist der Klassenrat. 80 Prozent des Regelunterrichts sind klassischer Gymnasialunterricht, 20 Prozent werden in Atelierform unterrichtet. Im Atelierunterricht können die Schüler selbst ihre Kurse wählen und entscheiden, ob sie – je nach Fach – eher Wiederholung und zusätzliche Übung brauchen oder z. B. lieber ein Angebot wählen, das herausfordert und über den Regelunterricht hinausgeht. In besonderen Profilangeboten wie z. B. im Profil "Herausforderung" erarbeiten die Schülerinnen und Schüler ein Projekt oder eine Aktion, die sie dann gemeinsam unternehmen. So gab es in den letzten Jahren bspw. eine Wanderung mit Alpenüberquerung, eine Fahrradtour von der Atlantikküste bis Freiburg oder einen Longboard-Trip zum Bodensee.

### Weiterführende Schule ab Klasse 7 (Sek7+)
Nach der SekE (Sekundarschule Eingangsstufe) differenziert die Schule parallel zur gymnasialen Säule in Neigungsschwerpunkte, die alle zum mittleren Bildungsabschluss führen, wobei die Beendigung der Schule nach der 9. Klasse mit dem Hauptschulabschluss möglich ist. Mit dem Bildungsplan 2016 in Baden-Württemberg wird ein Ausbau der Binnendifferenzierung und des individualisierten Unterrichts ermöglicht.

### Profile der Sekundarschule ab Klasse 7
Ab Klasse 7 wählt der Schüler / die Schülerin aus den Profilen ARTS, OLYMPICS, MINT (künstlerischer, sportlicher und naturwissenschaftlicher Bereich) einen Schwerpunkt und ergänzt seinen Stundenplan durch gewählte Neigungsangebote aus Sport und Bildende Kunst, bzw. Musik (z. B. Klettern, Survival, Snowboarden, Theater, Fotografie oder Instrumentalunterricht etc.). In den Nebenfächern werden die Lernniveaus G und M binnendifferenziert unterrichtet (G= Grund- und M=mittleres Lernniveau). Die Hauptfächer werden anteilig in Kursen (externe Differenzierung) und anteilig binnendifferenziert unterrichtet. Das ermöglicht, dass Schülerinnen und Schüler der gleichen Klasse begabungsorientiert auf unterschiedlichen Lernniveaus arbeiten können. Bis einschließlich Klasse 8 kann der Schüler / die Schülerin das Lernniveau halbjährlich wechseln. Am Ende von Klasse 8 wird nach Beratungen gemeinsam festgelegt, welchen Schulabschluss der Schüler / die Schülerin anstrebt. Das Grundlernniveau führt zunächst in Klasse 9 zum Hauptschulabschluss und in Klasse 10 zum mittleren Bildungsabschluss (einem dem Realschulabschluss gleichwertigen Bildungsstand (Werkrealschulabschluss)). Das mittlere Lernniveau ab Klasse 9, führt in Klasse 10 zur Mittleren Reife (Realschulabschluss).

### Berufliches Gymnasium
Für Schüler mit mittlerem Bildungsabschluss gibt es zum Erwerb der allgemeinen Hochschulreife die Möglichkeit, ein berufliches Gymnasium zu besuchen. Die Freie Christliche Schule bietet ein staatlich anerkanntes Technisches Gymnasium mit dem Profilfach Gestaltungs- und Medientechnik an und ein Sozialgymnasium mit dem Profilfach Gesundheit an. Im technischen Gymnasium lernen Schülerinnen und Schüler  am MacBook die Gestaltung von Produkten (Produktdesign), die Gestaltung einheitlicher Darstellungen von Firmen (Corporate Design) und die grundlegende Bedienung von Computern (Computertechnik). Im Sozialgymnasium liegt der Schwerpunkt auf dem Themengebiet Gesundheit. Zur praxisorientierten Durchführung dieses Profils ist die FCS eine Kooperation mit dem Diakoniekrankenhaus in Freiburg eingegangen. So erhalten sie erste Einblicke in einen Gesundheitszweig und dortige Studien- bzw. Ausbildungsmöglichkeiten. Der Abschluss in beiden Profilen befähigt zum Studium.